# Pseudorus bicolor
Pseudorus bicolor là một loài ruồi trong họ Asilidae. Pseudorus bicolor được Bellardi miêu tả năm 1861.